# Blessagno
Blessagno là một đô thị ở tỉnh Como trong vùng Lombardia, có cự ly khoảng 60 km về phía bắc của Milano và khoảng 15 km về phía bắc của Como. Tại thời điểm ngày 31 tháng 12 năm 2004, đô thị này có dân số 261 người và diện tích là 3,6 km².
Blessagno giáp các đô thị: Castiglione d'Intelvi, Dizzasco, Laino, Pigra, San Fedele Intelvi.